# Grebenstein
Grebenstein este un oraș din landul Hessa, Germania.
1. ↑  Historisches Ortslexikon : Registersuche : LAGIS Hessen (în engleză), accesat în 21 mai 2024
2. ↑  Alle politisch selbständigen Gemeinden mit ausgewählten Merkmalen am 31.12.2018 (4. Quartal) (în germană), Statistisches Bundesamt[*], arhivat din original la 10 martie 2019, accesat în 10 martie 2019